# Wu Shude
Wu Shude (chinesisch 吳 數德 / 吴 数德, Pinyin Wú Shùdé; * 18. September 1959 in Nanning, Autonome Region Guangxi) ist ein ehemaliger chinesischer Gewichtheber. Er wurde 1984 Olympiasieger im Bantamgewicht.

## Werdegang
Wu Shude begann als Jugendlicher 1973 in einer Sportschule in Nanning mit dem Gewichtheben. Aufgrund seiner guten Fortschritte 1977 wechselte er in das Guangxi-Provinzteam. Er war sehr leicht und startete bei einer Größe von 1,54 Metern immer im Bantamgewicht, der Gewichtsklasse mit einem Limit von 56 kg Körpergewicht.
Seine Laufbahn auf der internationalen Gewichtheberbühne begann im Jahre 1978 mit einem teilweisen Misserfolg, denn bei der Junioren-Weltmeisterschaft in Athen erzielte er zwar im Reißen des Fliegengewichts mit 102,5 kg einen neuen Junioren-Weltrekord und wurde mit diesem Ergebnis auch Junioren-Weltmeister im Reißen, im Stoßen unterliefen ihm aber drei Fehlversuche, so dass er in der Gesamtwertung ohne Zweikampf-Resultat unplatziert blieb.
1979 wurde Wu Shude in Debrecen im Fliegengewicht mit 227,5 kg (107,5–120) Vize-Weltmeister bei der Junioren-Weltmeisterschaft und war im gleichen Jahr auch bei der Weltmeisterschaft der Senioren in Saloniki am Start. Er belegte dort im Fliegengewicht in der Zweikampfwertung it 237,5 kg (110–127,5) den 5. Platz, schaffte aber das Kunststück mit seiner Leistung in der Einzeldisziplin Reißen von 110 kg erster chinesischer Weltmeister bei den Senioren zu werden. Es wurde damit offensichtlich, dass er, anders als die bisherigen chinesischen Weltklasse-Athleten, die ihre Stärke meist im Stoßen hatten, ein Spezialist im Reißen war.
1980 wurde Wu Shude chinesischer Meister im Fliegengewicht. Das Zweikampfresultat davon ist nicht bekannt. Bekannt ist aber seine Leistung im Reißen: 112 kg, was neuen Weltrekord bedeutete. Im Laufe des Jahres 1980 wechselte er dann wegen Gewichtsschwierigkeiten vom Fliegen- in das Bantamgewicht. In dieser Gewichtsklasse erzielte er gegen Ende des Jahres 1980 bei einem intern. Turnier in Shanghai im Zweikampf 255 kg (117,5–137,5). An den Olympischen Spielen 1980 in Moskau konnte er nicht teilnehmen, weil China diese Spiele wegen der politischen Differenzen, die in jenen Jahren zwischen China und der Sowjetunion herrschten, diese Spiele boykottierte.
1981 wurde Wu Shude in Nagoya Asienmeister im Bantamgewicht und stellte bei dieser Gelegenheit am 16. August 1981 einen neuen Weltrekord im Reißen mit 126,5 kg auf. Bei der Weltmeisterschaft dieses Jahres in Lille kam er im Bantamgewicht auf 257,5 kg (117,5–140), mit denen er den 5. Platz belegte. 1982 wurde er in New Delhi Sieger bei den Asien-Spielen im Bantamgewicht vor den beiden Nordkoreanern Jang Eui-Jung u. Chang Jeh-Wan. Die Leistungen von diesen Meisterschaften sind aber nicht bekannt. Bei der Weltmeisterschaft 1982 in Ljubljana gewann er erstmals eine Medaille im Zweikampf, die bronzene. Er erzielte dabei 270 kg (125–145) und musste nur Anton Kodschabaschew aus Bulgarien, 280 kg (125–155) und Oksen Mirsojan aus der UdSSR, 272,5 kg (120–152,5) an sich vorbeiziehen lassen.
Bei der Weltmeisterschaft 1983 in Moskau, bei der erstmals seit vielen Jahren wieder chinesische Sportler in der Sowjetunion an den Start gingen, kam Wu Shude im Bantamgewicht mit 265 kg (125–140) auf den 5. Platz. Sieger wurde dort Oksen Mirsojan aus der UdSSR mit 292,5 kg (127,5–165) vor dem Bulgaren Naim Suleimanow, 290 kg (130–160).
Im Jahre 1984 konnte We Shude dann bei den Olympischen Spielen in Los Angeles die Gunst der Stunde nutzen. Da die meisten Ostblock-Staaten diese Spiele aus politischen Gründen boykottierten, reichte ihm im Bantamgewicht eine Zweikampf-Leistung von 267,5 kg (120–147,5) zum Olympiasieg vor seinem Landsmann Lai Runming, 265 kg und Masahiro Kotaka aus Japan, 252,5 kg.
Nach diesen Olympischen Spielen beendete er seine Laufbahn als aktiver Gewichtheber. Er wurde Trainer und lebt in seiner Geburtsstadt Nanning.

## Internationale Erfolge
| Jahr | Platz | Wettbewerb                       | Gewichtsklasse | |
| 1978 | unpl. | Junioren-WM in Athen             | Fliegen        | nach 102,5 kg im Reißen drei Fehlversuche im Stoßen; Sieger: Sarandaliew, Bulgarien, 222,5 kg vor Jurik Sarkisjan, UdSSR, 217,5 kg   |
| 1979 | 2.    | Junioren-WM in Debrecen          | Fliegen        | mit 227,5 kg (107,5–120), hinter Sarandaliew, 227,5 kg (97,5–130), vor Gutowski, Polen, 220 kg                                       |
| 1979 | 5.    | WM in Saloniki                   | Fliegen        | mit 237,5 kg (110–127,5); Sieger: Kanybek Osmonaliew, UdSSR, 242,5 kg (105–137,5) vor Ferenc Hornyák, Ungarn, 242,5 kg (107,5–135)   |
| 1980 | 2.    | "Amerika"-Cup in Honolulu/Hawaii | Bantam         | mit 252,5 kg (115–137,5), hinter Lee Myong, Südkorea, 255 kg (110–145)                                                               |
| 1980 | 1.    | Intern. Turnier in Shanghai      | Bantam         | mit 255 kg (117,5–137,5) vor Yuchi, Japan, 247,5 kg u. He Yicheng, China, 247,5 kg                                                   |
| 1981 | 1.    | Asien-Meisterschaft in Nagoya    | Bantam         | u. a. mit Weltrekord im Reißen von 126,5 kg                                                                                          |
| 1981 | 5.    | WM in Lille                      | Bantam         | mit 257,5 kg (117,5–140); Sieger: Anton Kodschabaschew, Bulgarien, 272,5 kg (117,5–155), vor Andreas Letz, DDR, 272,5 kg (120–152,5) |
| 1982 | 1.    | Asien-Spiele in New Delhi        | Bantam         | vor Jang Eui-Jung u. Chang Jeh-Wan, bde. Nordkorea                                                                                   |
| 1982 | 3.    | WM in Ljubljana                  | Bantam         | mit 270 kg (125–145), hinter Anton Kodschabaschew, 280 kg (125–155) u. Oksen Mirsojan, UdSSR, 272,5 kg (120–152,5)                   |
| 1983 | 5.    | WM in Moskau                     | Bantam         | mit 265 kg (125–140); Sieger: Oksen Mirsojan, 292,5 kg (127,5–165) vor Naim Suleimanow, Bulgarien, 290 kg (130–160)                  |
| 1984 | Gold  | OS in Los Angeles                | Bantam         | mit 267,5 kg (120–147,5), vor Lai Runming, China, 265 kg (125–140) u. Masahiro Kotaka, Japan, 252,5 kg (112,5–140)                   |

## WM-Einzelmedaillen
- WM-Goldmedaillen: 1979/Reißen – 1984/Stoßen
- WM-Silbermedaillen: 1982/Reißen – 1984/Reißen
- WM-Bronzemedaillen: 1983/Reißen

## Erläuterungen
- alle Wettkämpfe im Zweikampf, bestehend aus Reißen und Stoßen,
- OS = Olympische Spiele,
- WM = Weltmeisterschaft,
- Fliegengewicht, bis 52 kg Körpergewicht,
- Bantamgewicht, bis 56 kg Körpergewicht,
- die Wettbewerbe bei den Olympischen Spielen 1984 galten gleichzeitig als Weltmeisterschaft